# Флаг Черепановского района
Флаг Черепановского района — элемент официальной символики (наряду с гербом этого района) муниципального образования Черепановский район Новосибирской области Российской Федерации, отражающий, как сказано в Уставе района, «его исторические, этнические, социально-экономические, культурные традиции и особенности».
Флаг утверждён 29 сентября 2005 года и внесён в Государственный геральдический регистр Российской Федерации с присвоением регистрационного номера 2065.
Согласно статье 4 районного устава, описание и порядок использования флага Черепановского района устанавливаются решением районного Совета депутатов, а порядок его утверждения — соответствующим Положением, утверждаемым Советом депутатов.

## Описание
«Флаг Черепановского района представляет собой прямоугольное полотнище зелёного цвета имеющего в середине изображение белого бегущего коня, с красным языком, белой уздой, чёрным седлом и копытами, несущего всадника, одетого в белую одежду — головной убор, рубаху, штаны и сапоги.
Внизу полотнища проходит жёлтая, горизонтальная полоса, занимающая 1/4 ширины флага. Отношение ширины флага к его длине 2:3».

## Символика
Флаг Черепановского района разработан на основе герба Черепановского района.
Зелёный цвет — символ надежды, изобилия, возрождения, жизненных сил, красоты черепановской природы.
Жёлтый цвет (золото) — символ радушия, гостеприимства, справедливости, а также развитого сельского хозяйства — «золотых» полей — являющегося одним из основных источников богатства и благополучия жителей района.
Скачущий всадник-жокей символизирует процесс быстрого освоения русскими черепановской земли в XVIII—XX веках, а также развитое в районе коневодство и знаменитые конные бега, проводимые в районе ежегодно с 1955 года, являющиеся предметом гордости и славы черепановцев, пробуждающим чувства любви и уважения к родной земле.
Конь символизирует силу, трудолюбие, целеустремлённость, стремление к развитию, преодолению трудностей и препятствий.